# Orectolobus parvimaculatus
Orectolobus parvimaculatus — вид рода ковровых акул одноимённого семейства отряда воббегонгообразных. Они встречаются в восточной части Индийского океана у побережья Австралии. Максимальная зарегистрированная длина 94,3 cм. У них приплюснутые и широкие голова и тело. Голова обрамлена характерной бахромой, образованной кожными лоскутами.

## Таксономия
Впервые вид был научно описан в 2008 году. Голотип представляет собой взрослого самца длиной 88,5 см, пойманного донной жаберной сетью в 2000 году у побережья Перта, Западная Австралия (31°52′ ю. ш. 115°17′ в. д.), на глубине 87—107 м. Паратипы: самки длиной 91—94,3 см, пойманные там же на глубине 50 м; самки длиной 24 см, пойманные креветочным траулером неподалёку от Манджеры (32°26′ ю. ш. 115°41′ в. д.) на глубине 9 м; взрослый самец длиной 85,4 см и самка длиной 88 см, пойманные донной жаберной сетью к югу от Джералдтона (29°57′ ю. ш. 114°31′ в. д.) на глубине 79—84 м; неполовозрелые самки длиной 54—56,5 см и самец длиной 63,1 см, а также беременная самка длиной 87,6 см и эмбрионы длиной 20,8—22,5 см, пойманные к юго-западу от Фримантла (32°17′ ю. ш. 115°14′ в. д.) на глубине 88—108 м; самки длиной 88—89,5 см, пойманные к югу от Джералдтона и к западу от Грин Хэд (29°57′ ю. ш. 114°31′ в. д.) на глубине 79 м; неполовозрелые самец и самка длиной 22 см, пойманные у острова Роттнест (32°00′ ю. ш. 115°36′ в. д.); взрослый самец длиной 70,6 см, пойманный в заливе Шарк (26°54′ ю. ш. 113°00′ в. д.) на глубине 130—135 м.
Видовое название происходит от слова лат. parvus — «небольшой» и лат. maculata — «пятно», оно дано потому что акулы этого вида похожи окраской на пятнистых воббегонгов, но меньше их по размеру.

## Ареал
Orectolobus parvimaculatus являются эндемиками юго-западного побережья Австралии и встречаются на внешнем крае континентального шельфа от залива Шарк до Манджеры на глубине от 9 до 135 м.

## Описание
У Orectolobus floridus приплюснутые и широкие голова и тело. Окраска очень пёстрая, коричневатое, серое желтоватое тело испещрено плотным узором бледных неравномерных прожилок и крупных глазков. Спинные плавники покрыты чередующимися светлыми и тёмными пятнами и бледным сетчатым узором. Хвост покрыт тёмными ведловидными отметинами, сходящимися на вентральной поверхности. Брюхо имеет равномерную бледную окраску. Ноздри обрамлены усиками, состоящими из двух лопастей. Лопасти кожной бахромы, расположенные позади брызгалец, хорошо развиты. Бородавкообразные бугорки над и вокруг глаз отсутствуют. Спинные плавники высокие, у самцов они имеют вертикальный постав. Основание первого спинного плавника начинается на уровне середины оснований брюшных плавников. Расстояние между спинными плавниками составляет 0,6—0,8 длины основания анального плавника. Внутренний край анального плавника вравно 0,5—0,7 длины внешнего края. Во рту имеется 21—22 верхних зубных рядов. Срединный ряд на симфизе верхней челюсти отсутствует. Общее количество позвонков осевого скелета 142—149.

## Биология
Максимальный зарегистрированный размер самцов и самок составляет 88,5 см 94,3 см соответственно. Половая зрелость у самцов и самок наступает при достижении длины 70,6 см и 87,6 см. Самая маленькая живая особь была длиной 20,8 см.

## Взаимодействие с человеком
Вид не представляет интереса для коммерческого рыбного промысла. В качестве прилова эти акулы попадаются в донные жаберные сети. В водах Западной Австралии все акулы и скаты находятся под защитой закона. Данных для оценки Международным союзом охраны природы статуса сохранности вида недостаточно.